# قطار تندروی حرمین
قطار تندروی حرمین (انگلیسی: Haramain high-speed rail project) یک قطار تندرو به طول ۴۵۰ کیلومتر است که مکه و مدینه را از راه جده در نزدیکی دریای سرخ به هم وصل می‌کند. این خط ۳۵ قطار دارد که با سرعت ۳۰۰ کیلومتر در ساعت حرکت می‌کنند.
قطار تندرو حرمین که دارای ۵ ایستگاه می‌باشد در تاریخ ۱۱ اکتبر ۲۰۱۸ تأسیس شده‌است.

## ایستگاه‌ها
- ایستگاه مدینه (خیابان ملک عبدالعزیز شرقی)
- ایستگاه در شهر اقتصادی ملک عبدالله رابغ
- فرودگاه بین‌المللی ملک عبدالعزیز - استفاده نشده در اکتبر ۲۰۱۸[۳]
- ایستگاه جده (نسیم)
- ایستگاه مکه (Rusaiyfah)[۴][۵]